# Vườn quốc định Biển Okinawa
Vườn quốc định Biển Okinawa (沖縄海岸国定公園 Okinawa Kaigan Kokutei Koen) là một Vườn quốc gia dự kiến nằm trên bờ biển của đảo Okinawa và Kerama, Nhật Bản. Nó được thành lập như là một Công viên tỉnh vào năm 1965 và chính thức trở thành một vườn quốc gia dự kiến vào năm 1972.